# Villa amasia
Villa amasia är en tvåvingeart som först beskrevs av Christian Rudolph Wilhelm Wiedemann 1828.  Villa amasia ingår i släktet Villa och familjen svävflugor. Inga underarter finns listade i Catalogue of Life.